# Tower Building (Nueva York)
El Tower Building era una edificio en el Distrito Financiero de Manhattan, en Nueva York (Estados Unidos). Estaba ubicado en 50-52 Broadway, en un lote que se extendía hacia el este hasta New Street. Podría decirse que fue el primer rascacielos de Nueva York, y el primer edificio con una estructura de Steel Framing. Fue demolido en 1914.

## Historia
El arquitecto Bradford Gilbert presentó los planos para su construcción el 17 de abril de 1888, se completó el 27 de septiembre de 1889 y se demolió a partir de 1913.
Aunque tenía 33 m de profundidad, el edificio tenía apenas 6,6 m de fachada en Broadway, lo que explica su diseño novedoso. El Home Insurance Building de Chicago (terminado en 1884) fue el primero en usar acero estructural, pero ese edificio no apoyó completamente sus elementos de mampostería en el marco de acero. En el lote angosto, un diseño convencional con muros de mampostería de carga hubiera dejado poco espacio en la planta baja, pero el arquitecto Gilbert preguntó: "¿Por qué no puedo ejecutar mis cimientos en el aire y luego comenzar mi construcción?" El diseño de Gilbert provino de un puente de ferrocarril girado en su extremo. Columnas de hierro fundido de unos 6 m formaban aparte el esqueleto, y las paredes de cada piso estaban 'colgadas' en lugar de transmitir la carga a la pared del piso de abajo. La estructura resultante tenía 39 m de altura y 11 pisos. Gilbert hizo modelos para convencer a la ciudad de permitir la construcción de su diseño inusual. Fue seguido rápidamente por edificios de esqueleto de acero más altos, incluido el Columbia Building en 1890.
El Tower Building fue vendido por John N. Stearns en 1905, junto con dos edificios adyacentes, por un precio informado de alrededor de 1,5 millones de dólares. En 1909, Morris Building Company, una sociedad de cartera de Standard Oil Company, lo compró en ejecución hipotecaria por 1,68 millones de dólares. Ya no era rentable en 1913 debido a la falta de inquilinos, fue desocupado en diciembre de ese año y comenzó la demolición. La demolición se completó en 1914; en este punto, el edificio más alto de Nueva York, el Woolworth Building, medía 241 m.

## Galería

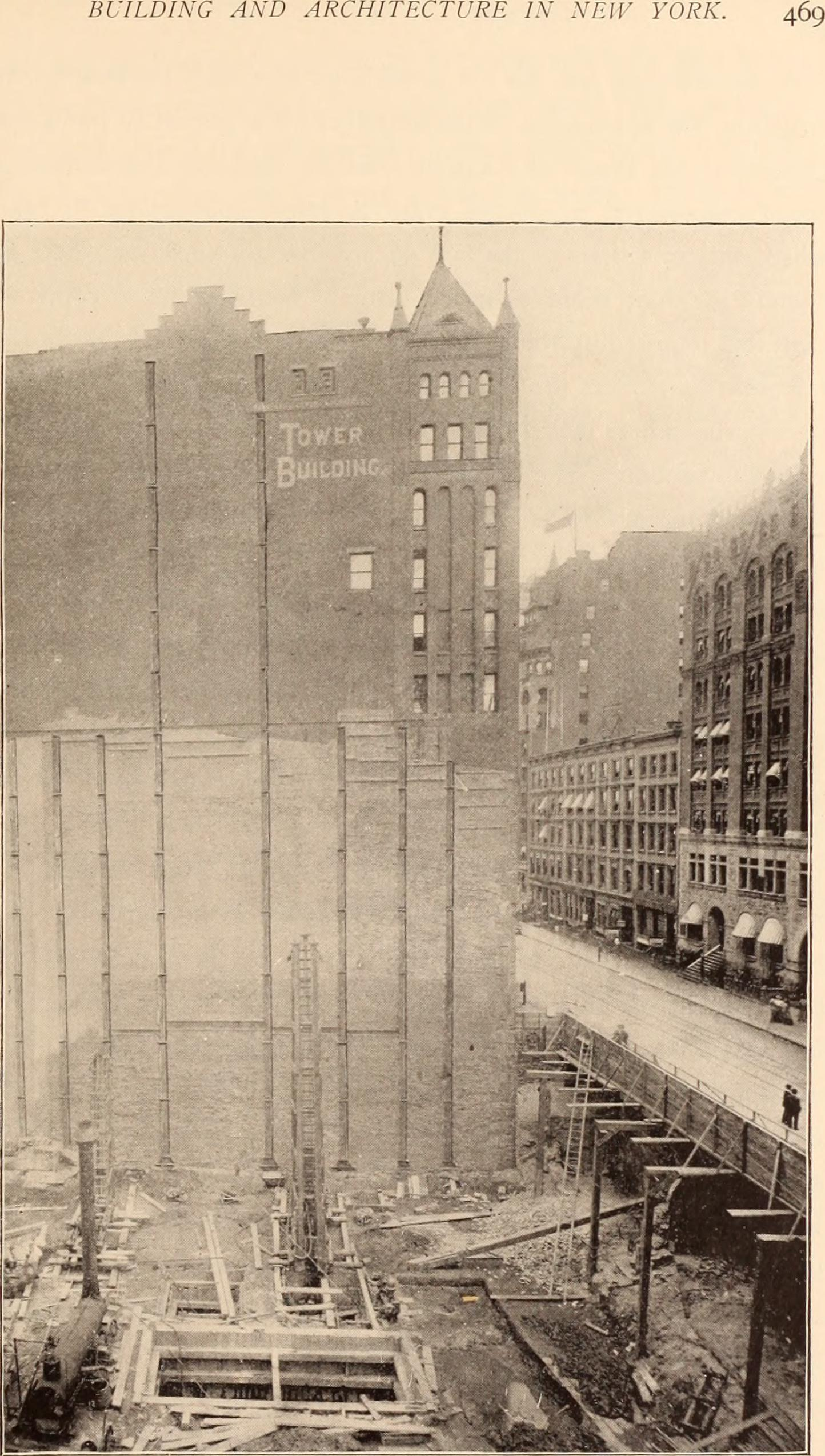
En los años 1890
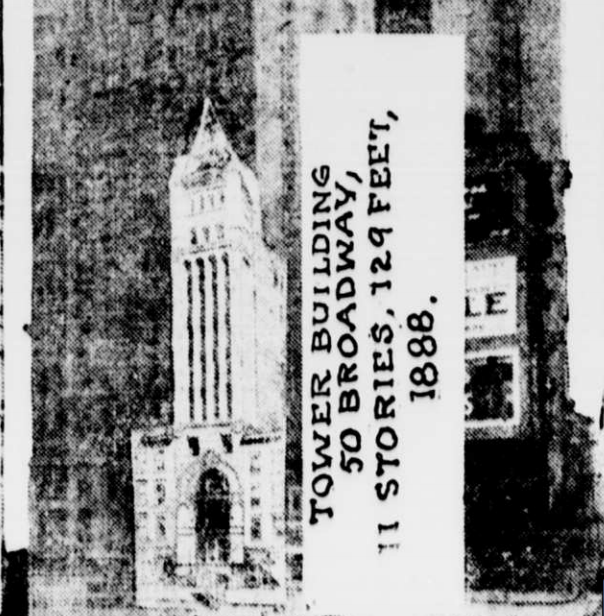
En los años 1910